# Månegarm
Månegarm (от др.-сканд. Mánagarmr, согласно Младшей Эдде — гигантский волк, который в начале Рагнарёка поглотит луну) — шведская викинг/фолк/блэк-метал-группа, основанная в 1995 году. Группа сменила своё прежнее название Antikrist после первого месяца репетиций. Вторая демозапись Ur Nattvindar (1997) помогла группе заключить контракт с лейблом Displeased Records, благодаря своему более фолковому звучанию, в частности, наличию скрипок и женского вокала. Перед записью дебютного альбома Nordstjärnans tidsålder (1998) группа нанимает нового вокалиста Виктора Хемгрена. Однако проблемы с поиском вокалиста на этом не заканчиваются, на полпути записи второго альбома Havets Vargar (2000) Виктор покидает группу. Было решено, что барабанщик Эрик Гросие справится с обязанностями вокалиста. После короткого перерыва группа приступает к записи третьего альбома Dödsfärd (2003), на котором проявляются большое разнообразие темпов и всё большее присутствие чистого вокала. Материал первых демозаписей был переиздан на сборнике Vargaresa — The Beginning (2004), а четвёртый альбом Vredens Tid (2005) был провозглашен лучшим в дискографии, благодаря ему группа получила приглашения на европейские фестивали. После следующего релиза — акустического мини-альбома Urminnes Hävd (The Forest Session) (2006) — группа перешла на лейбл Black Lodge, на котором вышел альбом Vargstenen (2007).

## Состав

### Текущий состав
- Jonas «Rune» Almquist — гитары (1995-наст. время)
- Erik Grawsiö — ударные (1996—2010), вокал (2000-наст. время), бас (2010-наст. время), акустическая гитара
- Markus Andé — гитары (1996-present)
- Jacob Hallegren — ударные (2011-наст. время)

### Бывшие участники
- Svenne Rosendal — вокал (1995—1996)
- Jonny Wranning — вокал (1996)
- Georgios «Gogge» Karalis — вокал (1997)
- Viktor Hemgren — вокал (1997—1999)
- Mårten Matsson — гитары (1995—1996), вокал (1996)
- Pierre Wilhelmsson — бас (1995—2010)
- Jan Liljekvist — виолончель, флейта, скрипка (2004—2012)

## Дискография

### Альбомы
| Альбом                  | Год выхода | Позиция в чарте SWE |
| ----------------------- | ---------- | ------------------- |
| Nordstjärnans tidsålder | 1998       | –                   |
| Havets vargar           | 2000       | –                   |
| Dödsfärd                | 2003       | –                   |
| Vredens tid             | 2005       | –                   |
| Vargstenen              | 2007       | 59                  |
| Nattväsen               | 2009       | 27                  |
| Legions of the North    | 2013       | –                   |
| Månegarm                | 2015       | –                   |
| Fornaldarsagor          | 2019       | –                   |
| Ynglingaättens Öde      | 2022       | –                   |

### Прочее
- 1996 — Vargaresa — демо
- 1997 — Ur Nattvindar — демо
- 2004 — Vargaresa – The Beginning — сборник
- 2006 — Urminnes hävd (The Forest Sessions) — мини-альбом
- 2007 — «Genom världar nio» — сингл
- 2022 — «En snara av guld» — сингл